# Rio Gelug
O Rio Gelug é um rio da Romênia, afluente do Caraş, localizado no distrito de Caraş-Severin.